# Культура Фосна-Хенсбака

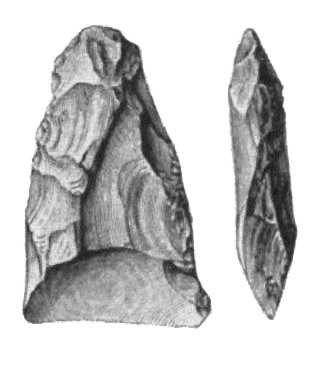
Топор из Эстергётланда

Культуры Фосна и Хенсбака (около 8300 — 7300 гг. до н. э.) — две очень похожие археологические культуры эпохи эпипалеолита в Скандинавии; чаще всего рассматриваются под общим названием Фосна-Хенсбака. В культуру Фосна нередко включают и культуру Комса, хотя орудия последней относились к иному типу. Основная разница состоит в том, что культуры Фосна и Комса были распространены вдоль южного побережья Норвегии, тогда как культура Хенсбака — восточнее, вдоль западного побережья Швеции, в основном в центральной части провинции Бохуслен (Bohuslän) к северу от Гётеборга.
Недавние исследования показывают, что данная территория, то есть центр Бохуслена (Bohuslän), имела крупнейшее сезонное население в северной Европе в период позднего палеолита и раннего мезолита. Это было связано с климатическими условиями, близостью бассейна Венерн на востоке и бассейна Северного моря на западе.

## Генетические связи
Старейшие поселения в Бохуслене на западном побережье Швеции (Хенсбака) происходят от аренсбургской культуры в Северной Германии. Культура Хенсбака позднее эволюционировала в культуру Сандарна, существовавшую на западном побережье Швеции (локальный вариант культуры Нёствет-Лихульт).

## Этимология
Название Фосна происходит от местности в округе Кристиансунн, и охватывает наиболее ранние поселения вдоль побережья Норвегии от Хордаланна до Нурланна.

## Поселения
Древнейшие поселения группы Фосна в восточной Норвегии обнаружены в Хёгнипене, округ Эстфолд. В 2008 г. обнаружено ещё более древнее поселение в Ларвике. Поселения были расположены вблизи современного побережья, однако в связи с постоянным подъёмом уровня суши после таяния льдов в настоящее время они находятся на высоте 60—70 метров над современным уровнем моря на западе Норвегии, а Хёгнипен — даже на высоте 150 м над современным уровнем моря.

## Хозяйство
Расположение памятников свидетельствует о том, что рыболовство и охота на тюленей играли важную роль в их хозяйстве. Предполагается, что они использовали для рыболовства лодки с деревянным каркасом, поскольку большинство памятников культуры Хенсбака расположены на островах. Культура Фосна-Хенсбака была чисто охотничье-собирательской. В её поселениях археологи обнаружили лишь каменные орудия и остатки их производства. Среди характерных орудий — топоры из обломков кремня, наконечники копий и стрел (последние — с хвостовиком).